# Ottmuth

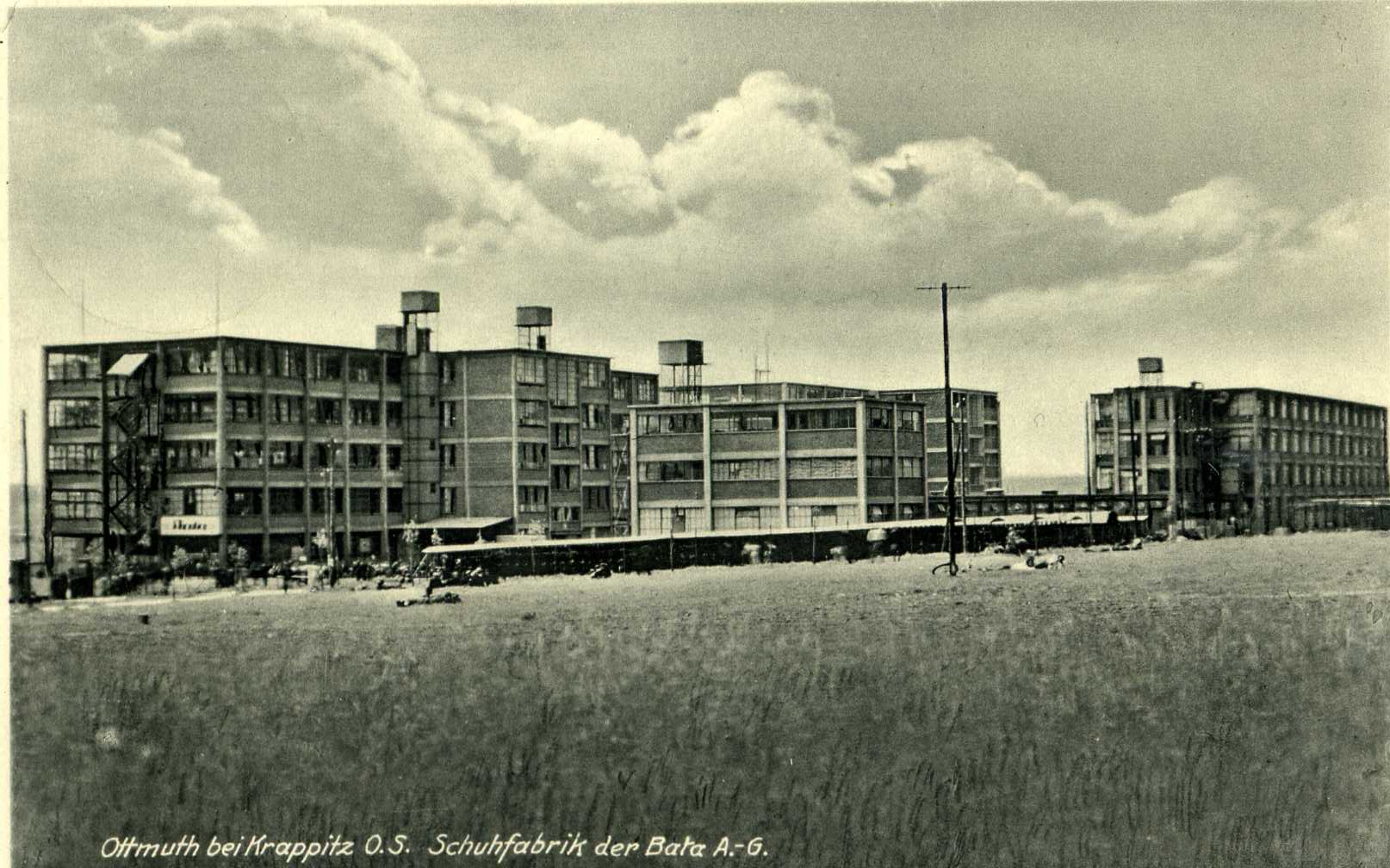
Ottmuth po roce 1938

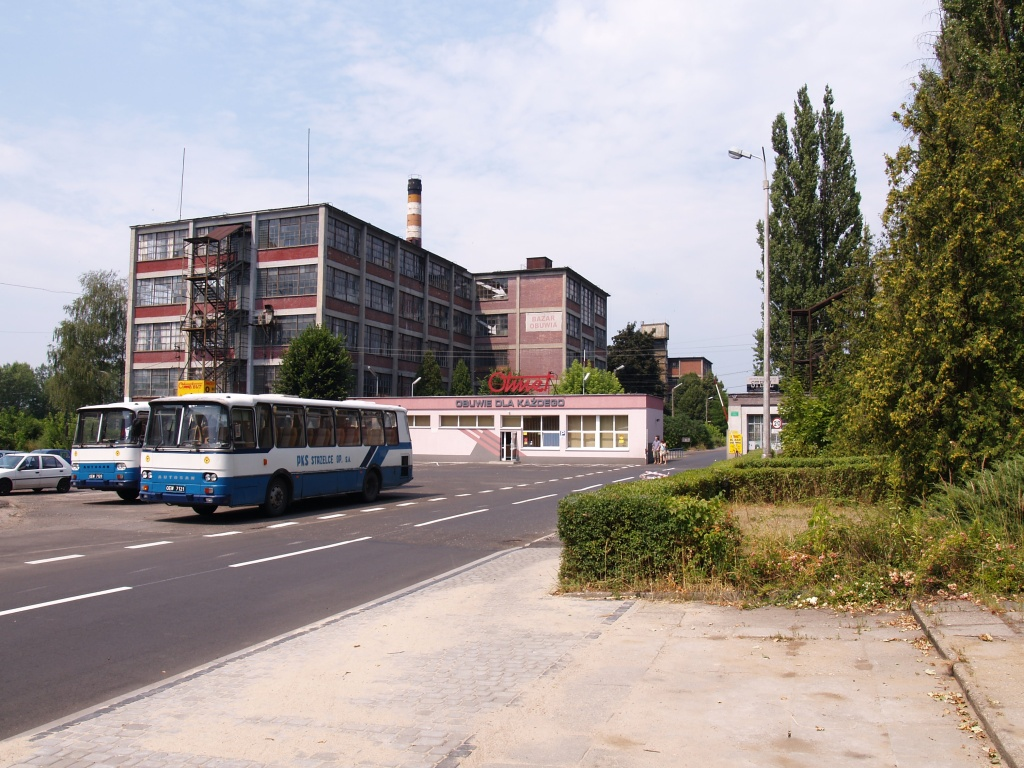
Dnešní podoba továrny na boty

Otmęt (původně německy Ottmuth, zřídka česky Otmút) je osada s továrnou tvořící od roku 1961 součást jihopolských Krapkovic.
Pozemky na břehu Odry získal koncern Baťa v roce 1930 koupí od hraběte Sponecka. Přípravné práce se ale datují již do roku 1929. Na konci roku 1931 byla zahájena výroba. Do roku 1931 sídlilo vedení společnosti v Berlíně, odkud se v tomto roce přemístilo právě do Ottmuthu (dnes Otmęt).
V roce 1937 byla zahájena výroba gumové obuvi pod značkou OTTA. Vyrostl také hotel, poliklinika, sportovní stadion, lázně a v neposlední řadě také obytná čtvrť s jednodomky, dvojdomky a čtvrtdomky. Zdejší Baťovy domky jsou omítnuté, čímž se liší od klasického pojetí.
Na přelomu let 1937 a 1938 převzala vedení závodu společnost OTA – Schlesische Schuhwerke. V letech 1940 až 1944 byly pak k práci nasazeni vězni z koncentračního tábora.
V meziválečném období pracovalo v závodě tři a půl tisíce zaměstnanců, nejvyšší počet byl na přelomu šedesátých a sedmdesátých let, kdy v závodě pracovalo před pět tisíc pracovníků.
Po druhé světové válce byla továrna znárodněna. V roce 1961 byl Otmęt připojen ke Krapkovicím. Původní společnost stále existuje, v bývalém továrním areálu funguje přibližně dvacet firem.

## Galerie

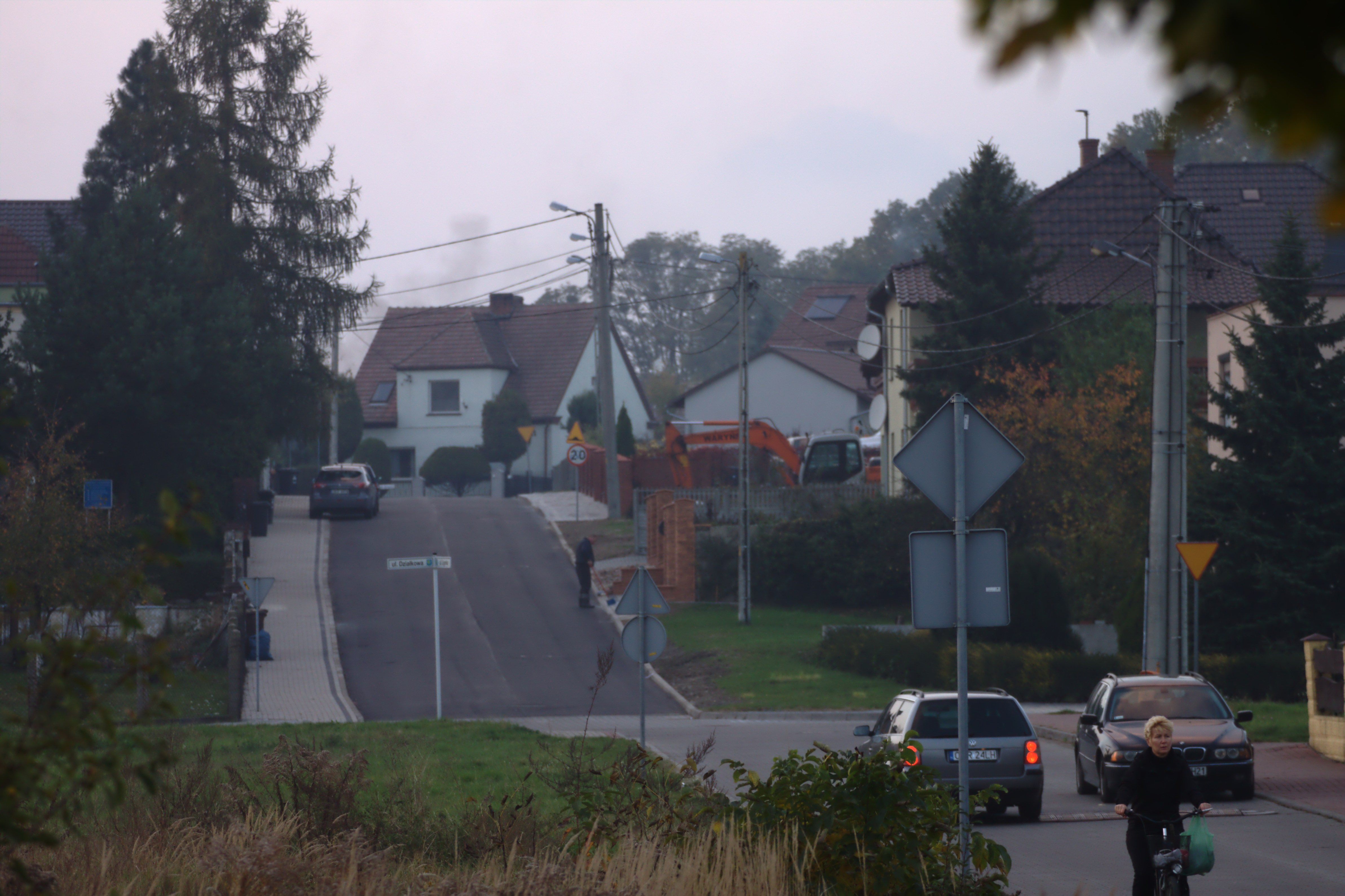
Ulice
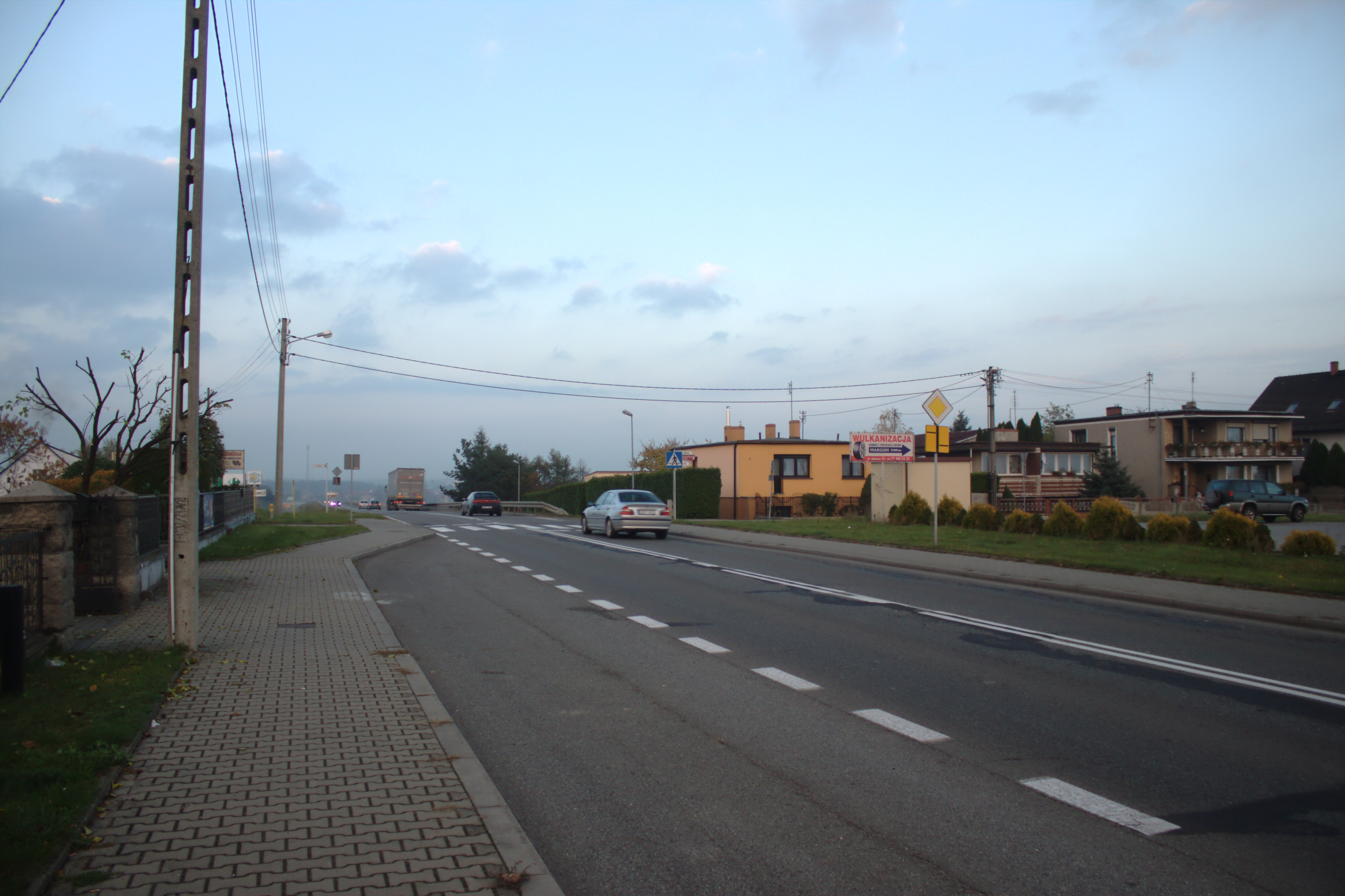
Autobusová zastávka
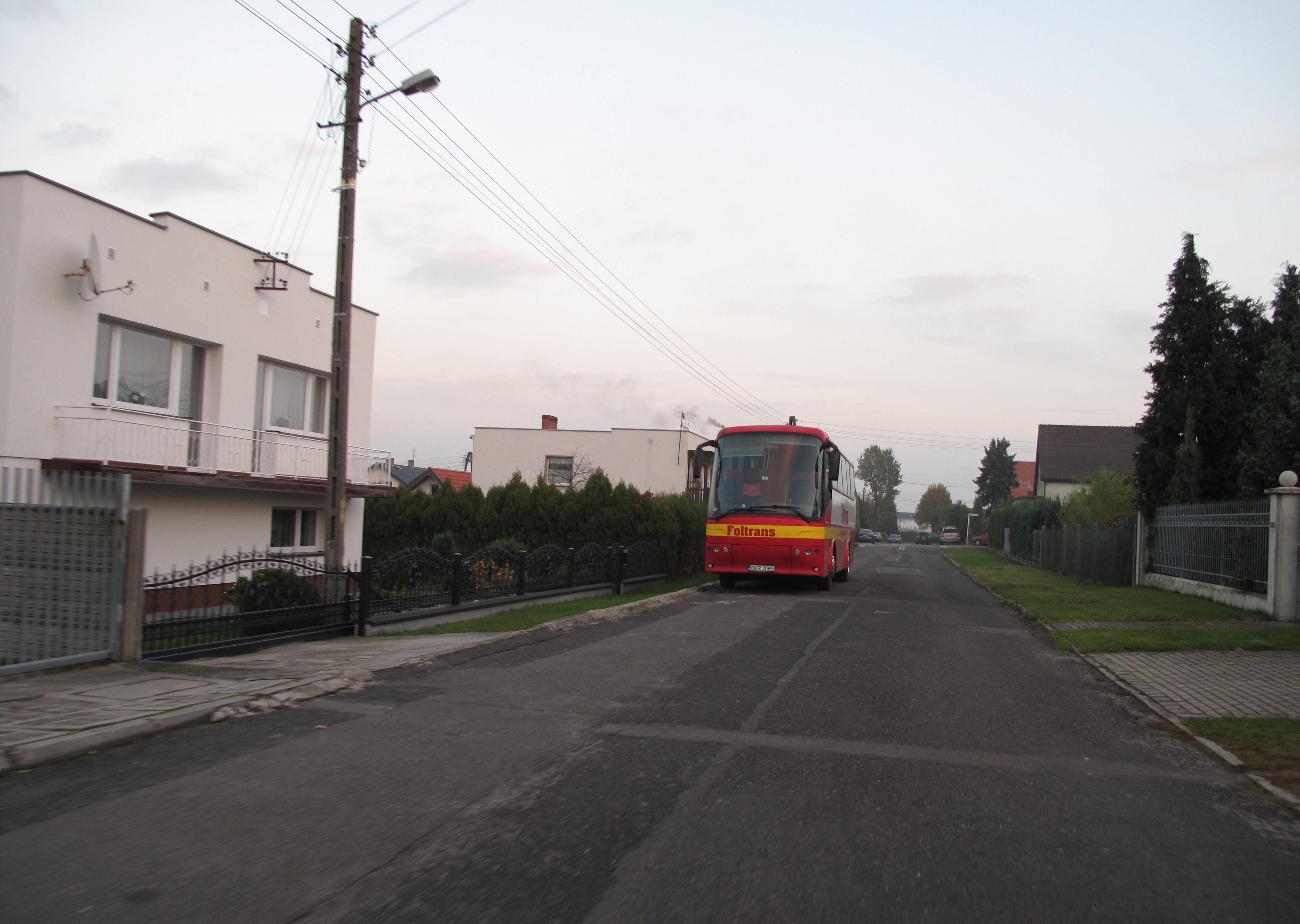
Stojící autobus